# Нелідов Габріель
Нелідов-Френкель Габріель Самійлович (1897–1965) — український радянський актор, Заслужений артист УРСР (1954)..

## Біографія
Народився у 1897 році в Катеринославі (нині Дніпро) в родині лікаря. Закінчив Київський музично-драматичний інститут ім. М. В. Лисенка. 
З 1940 року — актор Київського ТЮГу. 
З 1954 року — актор Київського театру імені Івана Франка.

Могила Габріеля Нелідова

Помер у 1965 році. Похований в Києві на Байковому кладовищі.

## Фільмографія
- «На рейках» (1927, Окунєв)
- «Разом з батьками» (1932, Гаврило)
- «Дивний сад» (1935, ексцентрик в цирку)
- «Негр з Шерідана» (1933, бармен')
- «Якось влітку» (1936, доктор (немає в титрах)
- «Щорс» (1939, полковник Кучеренко (немає в титрах)
- «Травнева ніч, або Утоплена» (1952, Пасічник)
- «В степах України» (1952, фільм-спектакль, дід Остап)
- «Сашко» (1958)
- «Гроза над полями» (1958, епізод)

Озвучування:
- «Пригоди Перця» (1961, мультфільм)[1]